# Paolo Giuliano
Paolo Giuliano (Siracusa, 21 febbraio 1966) è un dirigente sportivo italiano.

## Carriera
Di professione avvocato, nel 2001 assume la presidenza del Trogylos Priolo, tra i più importanti club cestistici femminili del Mezzogiorno, subentrando a Giuliano Ricciardi. Nei dieci anni di presidenza, culminati nella stagione 2005-2006 con il secondo posto nella Serie A1 e la finale dei playoff per lo scudetto, Giuliano stipula importanti accordi di sponsorizzazione come quello con Acer.
Nel 2004 diventa direttore generale del Siracusa Calcio, presieduto da Luigi Savoldi e impegnato in serie D. Resta sino al 2012, stipulando un accordo di sponsorizzazione con la ERG e accompagnando la squadra alla promozione in Lega Pro Seconda Divisione. Giuliano rimarrà al Siracusa fino alla stagione 2011-2012, annata in cui la squadra non viene iscritta al successivo campionato per via della mancata fideiussione. Assume quindi l'incarico di direttore generale del Messina Calcio nella stagione in cui la squadra è promossa in Lega Pro Seconda Divisione. 
Nel 2013 promuove con il proprio studio legale e finanzia, con capitali privati, l'azione legale per scongiurare la perdita del patrimonio sportivo dell'As Siracusa 1924, riscattando mediante asta nome, titolo, logo, colore della maglia e trofei vinti. e mettendoli a disposizione della città di concerto con il Comune. Nel 2015 si avvicina alla Pantanelli Sport, società siracusana con un ottimo settore giovanile, ne promuove l'ampliamento del centro sportivo e conclude un accordo di collaborazione con la Juventus, per la gestione del vivaio..
Nel 2017 è nominato vicepresidente del Siracusa Calcio e nel 2023 consegna a questa società sportiva tutto il patrimonio dell’AS Siracusa. Dal 2019 diventa componente del consiglio di amministrazione del Trapani Calcio.

## Palmarès

### Dirigente

#### Competizioni nazionali
- Serie D: 2

Siracusa: 2008-2009
Messina: 2012-2013

## Carriera da dirigente

### Basket
- 2001-2011: Trogylos Priolo - Presidente

### Calcio
- 2004-2012: Siracusa Calcio - Direttore Generale
- 2012-2013: ACR Messina - Direttore Generale
- 2017-2018: Siracusa Calcio - Vice Presidente
- 2019-2020: Trapani Calcio - Consigliere CdA / Amministratore delegato